# Mouriès
Mouriès es una localidad y comuna de Francia, en la región de Provenza-Alpes-Costa Azul, departamento de Bocas del Ródano, en el distrito de Arlés y cantón de Eyguières.
Su población en el censo de 1999 era de 2.752 habitantes. La aglomeración urbana (agglomération urbaine) la forma la propia comuna.
Está integrada en la Communauté de communes de la Vallée des Baux.
En 2018 falleció allí el cantante y actor Charles Aznavour.